# جون كامبل (ضابط)
جون كامبل (بالإنجليزية: John Campbell, 4th Earl of Loudoun)‏ (و. 1705 – 1782 م) هو ضابط من مملكة بريطانيا العظمى، كان عضوًا في الجمعية الملكية، توفي عن عمر يناهز 77 عاماً.

## مناصب
تولى منصب حاكم فرجينيا ‏
.

## الخدمة العسكرية
خدم في الجيش البريطاني.

## جوائز
حصل على جوائز منها:

زميل في الجمعية الملكية